# Liste der Handschriften aus Höhle 11Q

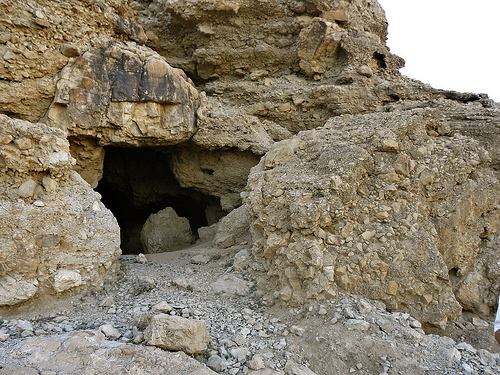
Eingang der Höhle 11Q

Die Liste der Handschriften aus Höhle 11Q enthält alle antiken jüdischen Handschriften, die aus der zuletzt (1956) entdeckten Schriftrollenhöhle bei Khirbet Qumran im Westjordanland stammen, bzw. bei denen eine Herkunft aus dieser Höhle angenommen wird. Sie gehören zu den Schriftrollen vom Toten Meer. Die Sprache ist, soweit nicht anders angegeben, hebräisch. Die paläografische Datierung folgt den chronologischen Hauptphasen nach Frank M. Cross: archaisch (um 250–150 v. Chr.); hasmonäisch (150–30 v. Chr.), herodianisch (30 v. Chr.–70 n. Chr.) und postherodianisch (ab 70 n. Chr.). Wo eine Datierung mit der Radiokarbon-Methode vorliegt, wird diese geboten. Viele stark fragmentarische Texte werden nur allgemein in die hellenistisch-römische Zeit eingeordnet.

## Die Höhle
Höhle 11Q liegt etwa 2,5 km nördlich von Khirbet Qumran im Kalksteinkliff und wurde in der Antike mit einem Stein verschlossen. Sie wurde im Februar 1956 von Beduinen gefunden und so vollständig leergeräumt, dass eine archäologische Erforschung der Höhle sinnlos war. In direkter Nachbarschaft befindet sich Höhle 3Q, die nördlichste Schriftrollenhöhle.

## Die Handschriften
| DJD-Nummer | Bezeichnung nach Inhalt               | Beschreibung                                                | Datierung                | Bild |
| ---------- | ------------------------------------- | ----------------------------------------------------------- | ------------------------ | ---- |
| 11Q1       | 11QpaleoLeva                          | Levitikus-Rolle in althebräischer Schrift                   | herodianisch             |      |
| 11Q2       | 11QLevb                               | Text aus dem Buch Levitikus                                 | herodianisch             |      |
| 11Q3       | 11QDeut                               | Text aus dem Buch Deuteronomium                             | herodianisch             |      |
| 11Q4       | 11QEz                                 | Text aus dem Buch Ezechiel                                  | herodianisch             |      |
| 11Q5       | 11QPsa                                | Große Psalmenrolle                                          | herodianisch             |      |
| 11Q6       | 11QPsb                                | Text aus dem Buch der Psalmen                               | herodianisch             |      |
| 11Q7       | 11QPsc                                | Text aus dem Buch der Psalmen                               | herodianisch             |      |
| 11Q8       | 11QPsd                                | Text aus dem Buch der Psalmen                               | herodianisch             |      |
| 11Q9       | 11QPse                                | Text aus dem Buch der Psalmen                               | herodianisch             |      |
| 11Q10      | 11QtgJob                              | Targum zum Buch Ijob                                        | herodianisch             |      |
| 11Q11      | 1QapocrPs                             | Apokryphe Psalmen                                           | herodianisch             |      |
| 11Q12      | 11QJub                                | Text aus dem Jubiläenbuch                                   | herodianisch             |      |
| 11Q13      | 11QPMelch                             | Melchisedek-Text, auch bezeichnet als Pesher on the Periods | hasmonäisch              |      |
| 11Q14      | 11QSM                                 | Sefer haMilchama (Buch des Krieges)                         | herodianisch             |      |
| 11Q15      | 11QHymnsa                             | Hymnen                                                      | herodianisch             |      |
| 11Q16      | 11QHymnsb                             | Hymnen                                                      | herodianisch             |      |
| 11Q17      | 11QShirShabb                          | Sabbatopferlieder                                           | herodianisch             |      |
| 11Q18      | 11QNJ ar                              | Neues Jerusalem, aramäisch                                  | herodianisch             |      |
| 11Q19      | 11QT                                  | Tempelrolle                                                 | 166 v. Chr. – 66 n. Chr. |      |
| 11Q20      | 11QTb                                 | Tempelrolle                                                 | herodianisch             |      |
| 11Q21      | 11QTc                                 | Nicht zugeordnetes Fragment der Tempelrolle                 | herodianisch             |      |
| 11Q22      | 1QpalUnid                             | Nicht identifizierter Text in althebräischer Schrift        | hasmonäisch              |      |
| 11Q23      | 11QcryptUnid                          | Nicht identifizierter Text in hebräischer Geheimschrift     | hellenistisch-römisch    |      |
| 11Q24      | 11QUnid ar                            | Nicht identifizierter aramäischer Text                      | hasmonäisch              |      |
| 11Q25      | 11QUnid A                             | Nicht identifizierter Text                                  | herodianisch             |      |
| 11Q26      | 11QUnid B                             | Nicht identifizierter Text                                  | herodianisch             |      |
| 11Q27      | 11QUnid C                             | Nicht identifizierter Text                                  | hellenistisch-römisch    |      |
| 11Q28      | 11QpapUnid D                          | Nicht identifizierter Text auf Papyrus                      | hellenistisch-römisch    |      |
| 11Q29      | 11QFragment related to Serek ha-Yahad | Fragment mit Bezug zur Gemeinderegel 1QS                    |                          |      |
| 11Q30      | 11QUnclassified Fragments             | Nicht klassifizierte Fragmente                              | herodianisch             |      |
| 11Q31      | 11QUnidentified Wads                  | Nicht identifizierte Bündel                                 | hellenistisch-römisch    |      |